# IC 1137
IC 1137 је галаксија у сазвјежђу Змија која се налази на листи објеката дубоког неба у Индекс каталогу.
Деклинација објекта је + 8° 35' 17" а ректасцензија 15h 48m 32,6s. Привидна величина (магнитуда) објекта IC 1137 износи 14,5 а фотографска магнитуда 15,5. IC 1137 је још познат и под ознакама IRAS  15461+0844, PGC 2816978.